# Economia da Suécia
A Economia da Suécia é caracterizada por se tratar de um país altamente orientado para a exportação, com uma atividade industrial baseada na produção de automóveis, sistemas de telecomunicações, produtos farmacêuticos, máquinas avançadas, equipamentos de precisão, produtos químicos, produtos florestais, artigos de aço e ferro.
Tem uma economia de mercado, com um volumoso setor público alimentado por elevados impostos, e orientado para a segurança social, administração pública, saúde e educação.
Após um período de recessão, aumento do desemprego e altas taxas de inflação no começo da década de 1990 - a "crise financeira dos anos 90" (finanskrisen 1990) - a Suécia foi capaz de atingir o crescimento sustentável através de ajustes fiscais e dinamização da economia.
O país é o décimo no ranking de competitividade do Fórum Econômico Mundial.

## Cenário econômico recente

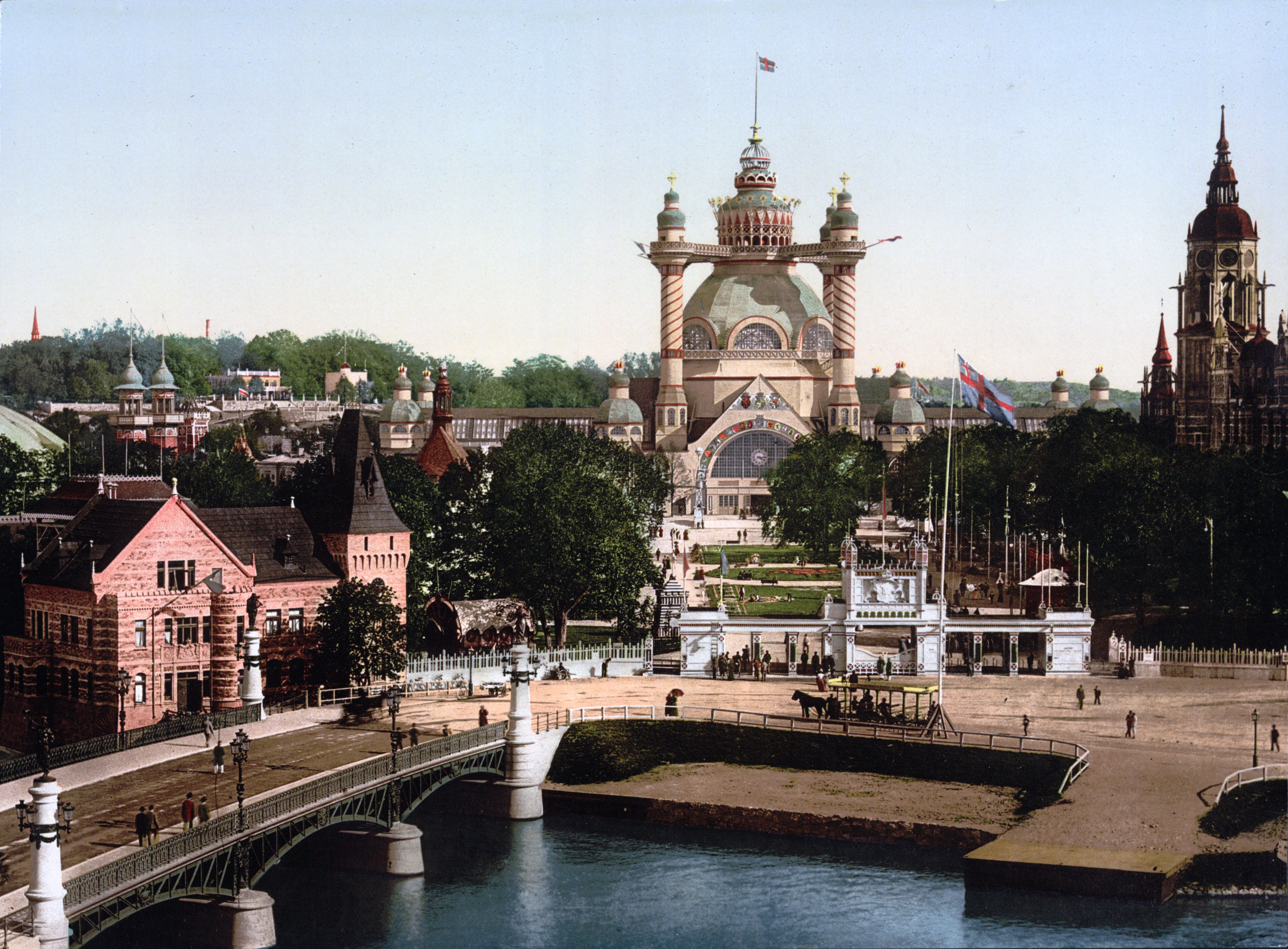
Cartão-postal de Estocolmo, século XIX.

Historicamente, a economia sueca sempre experimentou avanços consideráveis quando foi capaz de aumentar suas exportações. Durante 72 anos (1830-1902), o país adotou o free banking (sistema bancário livre), quando a bancos particulares, como o Stockholms Enskilda Bank, era dada permissão para emitir moeda privada. No século XIX, uma elevação da demanda europeia e o acesso a infra-estrutura barata dentro do país possibilitaram o nascimento da indústria na Suécia. Abertura econômica, liberdade de imprensa e desregulamentação tiveram papel importante.
A Suécia manteve-se neutra durante as duas Grandes Guerras Mundiais na primeira metade do século XX. O país se beneficiou, no pós-II Guerra, de uma combinação de demanda intensa por seus produtos e da devastação do parque industrial de outras nações do Oeste europeu, suas principais concorrentes. A desvalorização da moeda nacional, a Coroa sueca, também surtiu efeito sobre a balança comercial. As principais fontes de divisas para a Suécia nesse período foram as indústrias florestal, de mineração, veículos automotores, borracha e aço.
Durante os anos 60 a Suécia enfrentou aumento de concorrência por mercados devido à reconstrução de outros países europeus e à emergência do Japão. A produção industrial de certos setores, como o têxtil, sofreu abalos, e demissões ocorreram.
Nos anos 70 a crise do petróleo afetou muito a economia sueca, que dependia excessivamente da estabilidade internacional. A intervenção governamental não foi capaz de sustentar o crescimento sueco, e certos setores do parque industrial, como o metalúrgico, sofreram mais que outros.
A década de 80 foi proveitosa para a Suécia, que manteve baixíssima taxa de desemprego no período. Porém, altas e crescentes taxas de inflação ocorreram, e o governo passou por dificuldades no âmbito fiscal. A Suécia não pôde impedir uma crise econômica na primeira metade da década de 1990, cujas características foram desaceleração econômica e desemprego em alta. A Suecia já tem uma certa "parceria" com o Brasil há mais de 100 anos,e ao  pelo que tudo indica, tende a continuar e aumentar.

## Empresas suecas

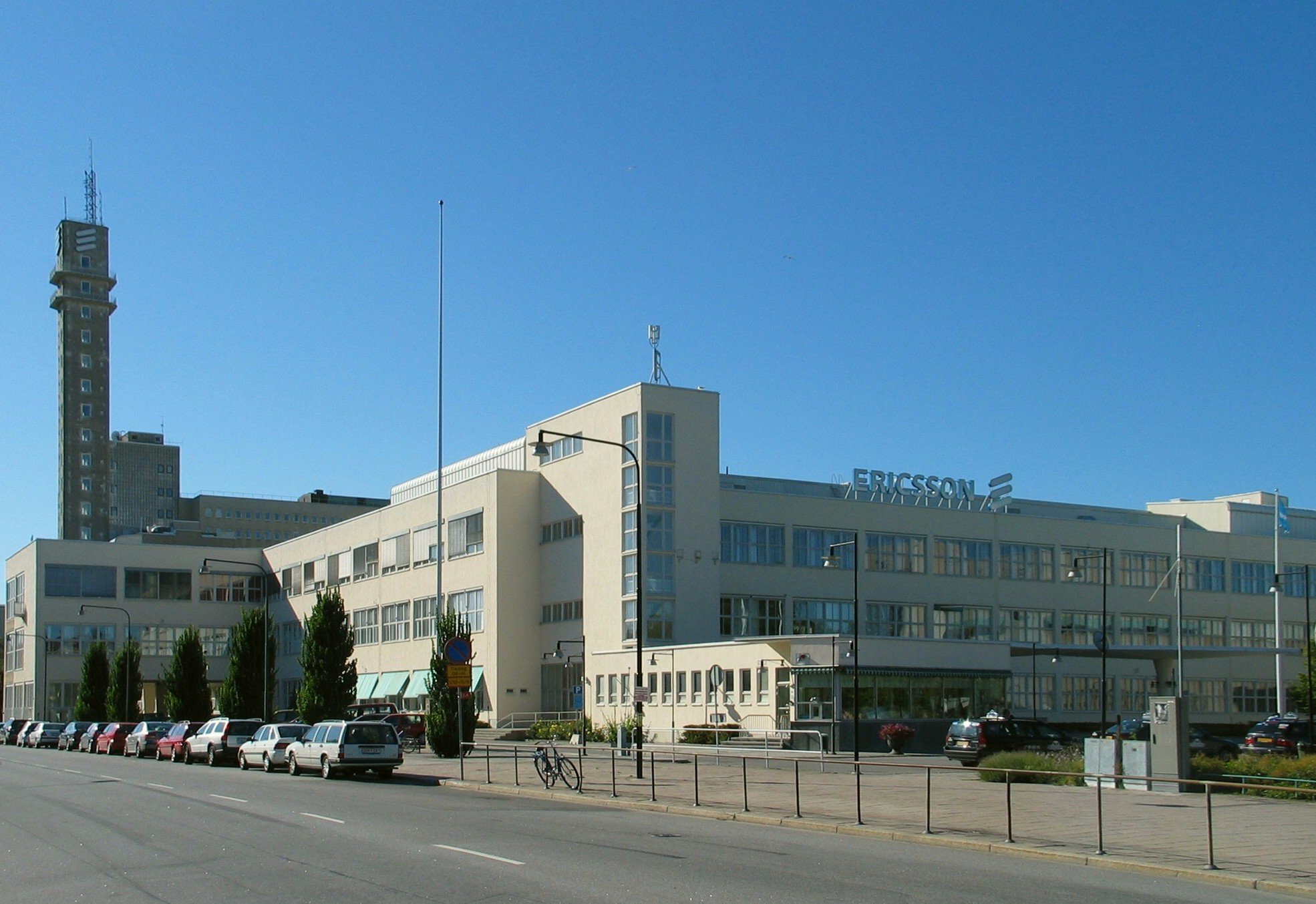
Prédio da Ericsson, grande empresa sueca.

Havia cerca de 1 000 000 de empresas na Suécia em 2019.
De acordo com o volume de negócios e o número de pessoas empregadas, entre as maiores empresas do país estavam as seguintes:

- AB Volvo
- Volvo Cars
- Ericsson
- Hennes & Mauritz AB
- Scania AB
- ICA AB
- Axel Johnson Holding AB
- PostNord AB
- Saab
- Samhall AB

- Alecta pensionsförsäkring
- AMF Pension
- AstraZeneca AB
- Attendo AB
- BillerudKorsnäs AB
- Electrolux
- Investor AB
- Landstingshuset i Stockholm AB
- Livförsäkringsbolaget Skandia
- LKAB
- Nordea
- Peab AB
- Preem AB
- Sandvik AB
- Skandinaviska Enskilda Banken AB
- Skanska AB
- SSAB AB
- Swedbank AB
- TeliaSonera AB
- Tetra Pak
- Vattenfall AB

## Diversificação econômica
Os Avanços tecnológicos e uma força de trabalho educada resultaram em um aumento substancial de produtividade na Suécia. O eixo principal da economia sueca deslocou-se da agricultura e indústria para o setor de serviços, com destaque para telecomunicações e a tecnologia da informação (TI). Isto permitiu ao país uma redução da vulnerabilidade econômica em face das flutuações dos preços de commodities.

## Comércio exterior
Em 2020, o país foi o 33º maior exportador do mundo (US $ 160,5 bilhões, 0,9% do total mundial). Já nas importações, em 2019, foi o 30º maior importador do mundo: US $ 158,7 bilhões.

## Setor primário

### Agricultura

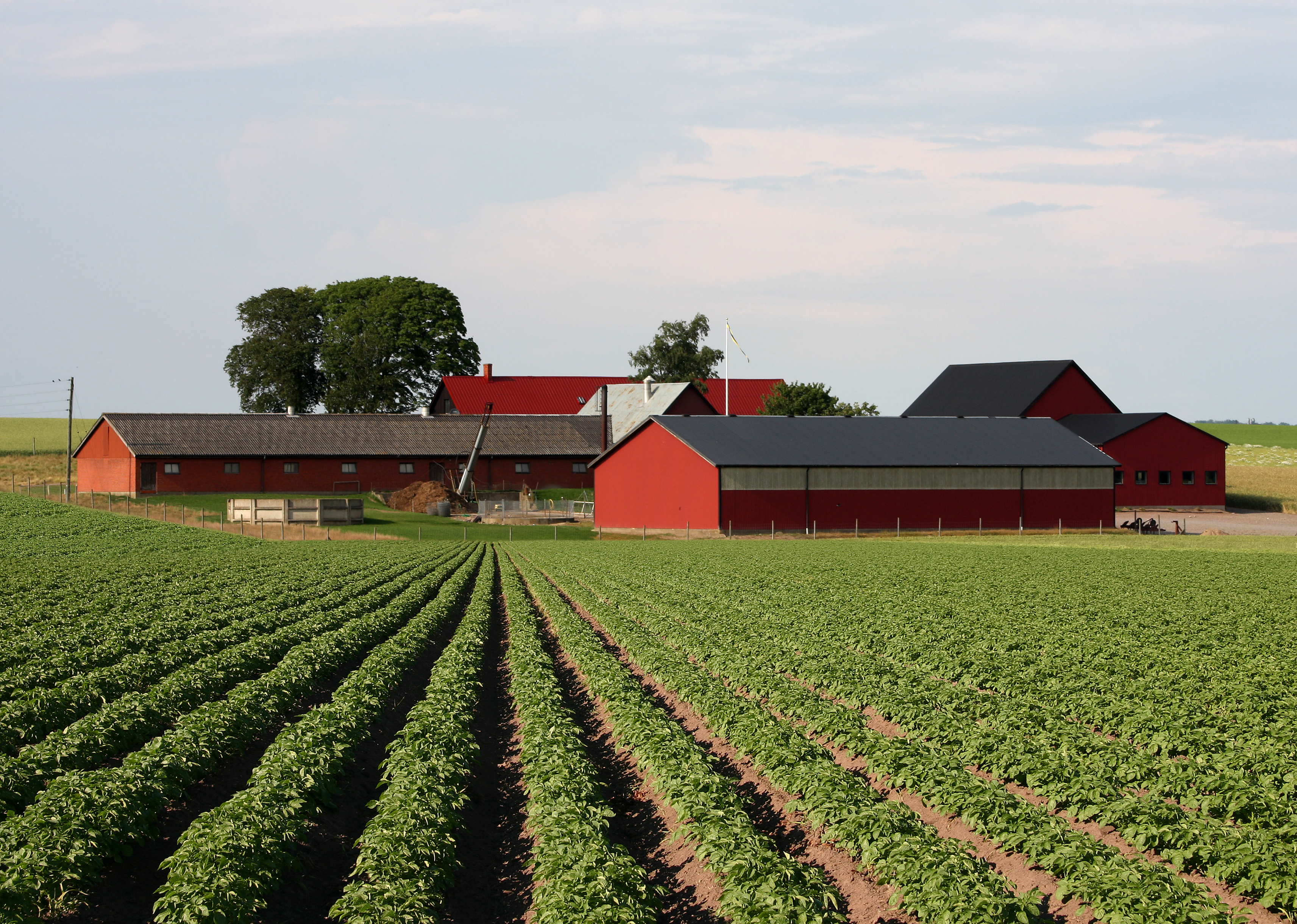
Cultura da batata na Suécia

É praticada a agricultura em cerca de 8% do território da Suécia - 41 milhões de hectares - durante um período de 3 meses no Norte a 7 meses no Sul. Os condados com maior percentagem de atividade agrícola são a Escânia, a Gotlândia e a Södermanland.

As principais regiões agrícolas estão localizadas no sul do país (Escânia, Halland, Blekinge, Olândia e Gotlândia), nas planícies centrais (planície da Gotalândia Ocidental, Planície da Gotalândia Oriental, planície de Närke e Vale do Mälaren) e na costa da Norlândia.

Em 2019, a Suécia:
- Produziu 3,4 milhões de toneladas de trigo;
- Produziu 2 milhões de toneladas de beterraba, que serve para produzir açúcar e etanol;
- Produziu 1,5 milhão de toneladas de cevada;
- Produziu 846 mil toneladas de batata;
- Produziu 671 mil toneladas de aveia;
- Produziu 381 mil toneladas de colza;
- Produziu 221 mil toneladas de centeio;
- Produziu 178 mil toneladas de triticale;

Além de produções menores de outros produtos agrícolas.

### Pecuária
Na pecuária, a Suécia produziu, em 2019, 2,7 bilhões de litros de leite de vaca, 240 mil toneladas de carne suína, 153 mil toneladas de carne de frango, 139 mil toneladas de carne bovina, entre outros.

### Silvicultura

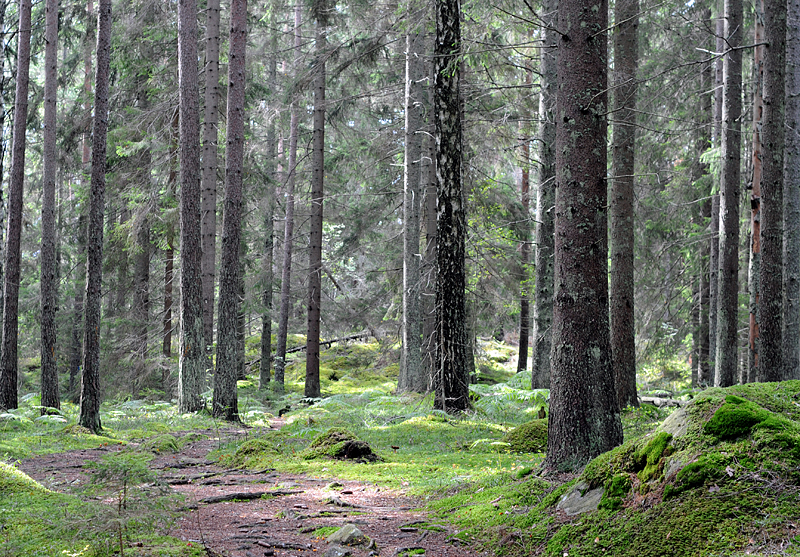
Floresta de abetos na Sudermânia

A indústria florestal (silvicultura) é uma das indústrias básicas da Suécia, correspondendo a cerca de 10% da capacidade industrial do país. A Suécia é o terceiro maior exportador mundial de pasta de papel, papel e produtos feitos de madeira serrada.

### Pesca
A pesca na Suécia é uma atividade económica menor, embora tenha importância local e nacional.

## Setor secundário

### Indústria
O Banco Mundial lista os principais países produtores a cada ano, com base no valor total da produção. Pela lista de 2019, a Suécia tinha a 28ª indústria mais valiosa do mundo (US $ 69,2 bilhões).
Em 2019, a Suécia era o 30ª maior produtor de veículos do mundo (279 mil) e o 30ª maior produtor de aço (4,7 milhões de toneladas). O país também era o 8º maior produtor mundial de papel em 2019.

### Mineração
A mineração tem um pequeno mas importante papel na economia da Suécia. A tecnologia atual implica uma mão de obra reduzida aliada a uma produção maior do que nunca.
Em 2019, o país era o 10º maior produtor mundial de minério de ferro; 10º maior produtor mundial de chumbo, e o 11º maior produtor mundial de zinco.

### Energia
Nas energias não-renováveis, em 2020, o país não produzia petróleo. Em 2019, o país consumia 283 mil barris/dia (43º maior consumidor do mundo). O país foi o 26º maior importador de petróleo do mundo em 2013 (352,3 mil barris/dia). Em 2020, o país não produzia gás natural. Em 2010 a Suécia era a 50ª maior importadora de gás do mundo (1,6 bilhões de m3 ao ano). O país também não produz carvão.  Em 2019, a Suécia tinha 7 usinas atômicas em seu território, com uma potência instalada de 7,7 GW.
Nas energias renováveis, em 2020, a Suécia era o 11º maior produtor de energia eólica do mundo, com 9,6 GW de potência instalada, e o 35º maior produtor de energia solar do mundo, com 1,4 GW de potência instalada.

## Setor terciário

### Turismo
Em 2017, a Suécia foi o 43º país mais visitado do mundo, com 7,0 milhões de turistas internacionais. As receitas do turismo, neste ano, foram de US $ 14,9 bilhões.

## Qualidade de vida
A Suécia dispõe hoje de um extensivo programa de bem-estar social. Além disso, serviços públicos como saúde e educação estão entre os mais elogiados do planeta. Os gastos do governo com serviços sociais foram, em 2001, de 24.180 dólares americanos per capita, ou 28,9% do PIB. A sociedade sueca é a mais igualitária do mundo. Seu coeficiente de Gini foi de 0,23 em 2005 joice.

## Política macroeconômica

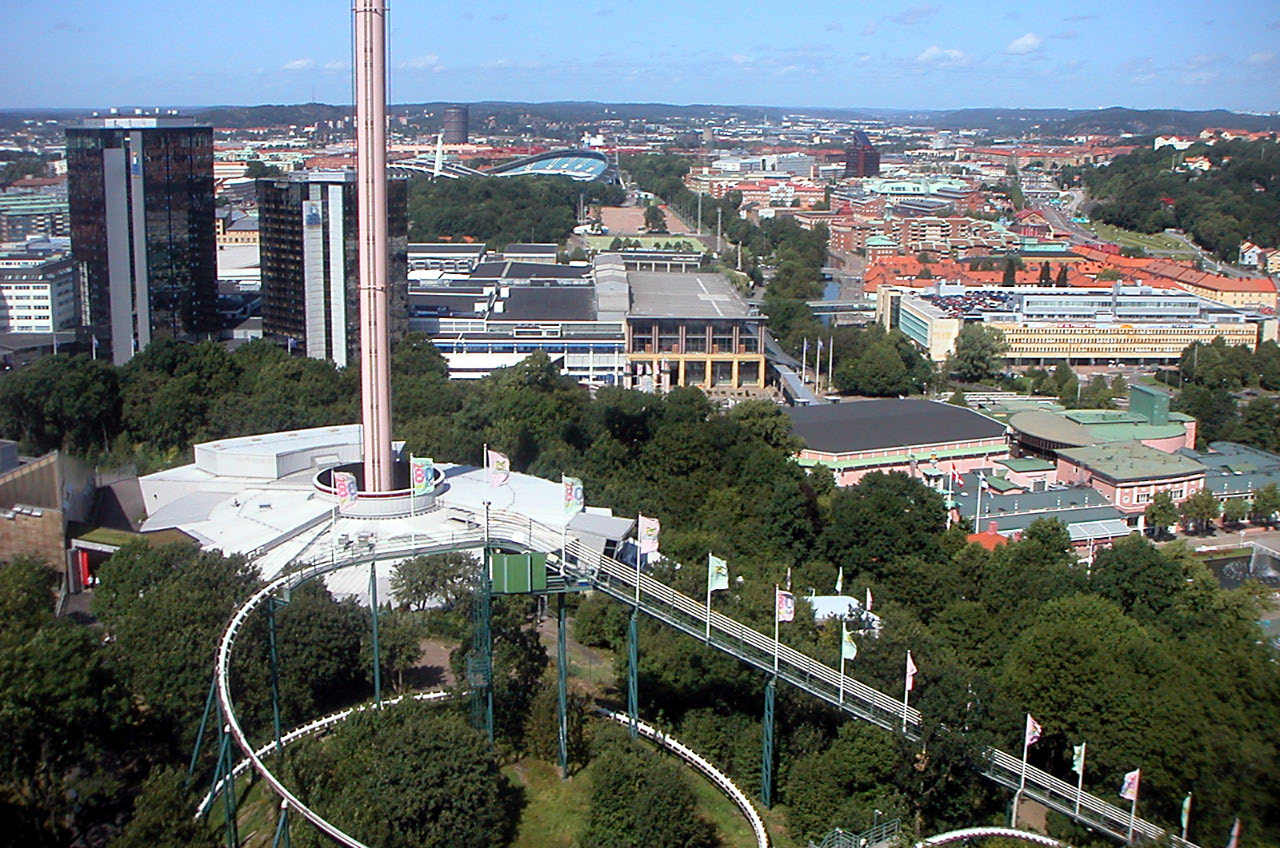
Gotemburgo, segunda maior cidade da Suécia

Desde a crise no período 1991-93 até hoje, o governo sueco superou um período de instabilidade, caracterizado por dívidas, inflação e deficits fiscais. Atualmente a Suécia tem superavit fiscal de cerca de 1% do PIB e inflação sob controle. Medidas como tetos de gastos para o Orçamento, independência do Banco Central e reforma previdenciária redundaram em alívio para as contas públicas. A manutenção da excelência no setor público exige altas taxas. A Suécia tem um imposto de renda altíssimo, além de impostos indiretos. O crescimento médio do PIB da Suécia está no topo da escala de crescimento médio na União Europeia, onde a Suécia perde apenas para a Inglaterra. O crescimento real da economia sueca foi de 3% em 2004 e de 2,7% em 2005. O crescimento do seu PIB está estimado em 3,6% em 2006 e 3,1% em 2007. Os motores principais dessa expansão são uma alta capacidade de utilização da indústria e o crescimento das exportações, inclusive das exportações de serviços. A dívida pública era de 47,7% do PIB em 2004 e está em queda. O desemprego mantém-se relativamente baixo, a 5,9%.

## A Suécia e a União Europeia
A Suécia é país-membro da União Europeia. No entanto, a maioria - 55,9% - da população votou pela rejeição ao Euro num referendo em setembro de 2003. Assim, a moeda do país continua sendo a Coroa sueca.

## Principais desafios
Embora ocupe uma situação privilegiada no cenário internacional, a Suécia tem obstáculos a enfrentar para continuar em crescimento e manter o bem-estar da população.

### Envelhecimento da população
A população da Suécia está em processo contínuo e profundo de envelhecimento. Os gastos do governo com saúde e previdência, que já são altos, tendem a aumentar. Uma elevação de taxas, opção teórica para solucionar o problema, é considerada inoportuna, pois a Suécia já possui uma das maiores cargas tributárias do mundo.

### Política fiscal
Apesar das reformas na década de 1990, a política fiscal sueca ainda não é considerada ideal. O governo tem ampla participação na economia, e serviços públicos exigirão mais recursos para os idosos no futuro. Contenção de gastos, privatizações, aumento da produtividade e da eficiência governamental são algumas das possibilidades para a superação deste problema quando se pensa em superação via política ortodoxa, mas dado que a Suécia é um país que se empenha em manter o Welfare state e a proteção dos trabalhadores que foi historicamente conquistada, a melhor solução é a prática do diálogo frequente entre Estado e população para que todos os setores saiam ganhando e o conjunto social continue sendo prioridade e exemplo para os demais países que pensam em construir uma nação auto-suficiente.

### Mercado de trabalho
O mercado de trabalho sueco enfrenta problemas por falta de oferta de mão de obra, dado o envelhecimento da sua população. Diante deste fato programas governamentais de apoio e incentivo aos estudantes imigrantes têm se tornado uma opção para manter a estabilidade social e a garantia do crescimento.